# Hibbert Rock
Der Hibbert Rock ist ein trockenfallender Klippenfelsen vor dem südlichen Ende der Adelaide-Insel westlich der Antarktischen Halbinsel. Er liegt südöstlich des League Rock.
Das UK Antarctic Place-Names Committee benannte ihn 1964 nach William Hibbert (1921–2005), Zweiter Maschinist des Forschungsschiffs RRS John Biscoe von 1957 bis 1963, das die Arbeiten der hydrographischen Vermessungseinheit der Royal Navy in diesem Gebiet von 1962 bis 1963 unterstützt hatte.